# La Torre Oscura (película)
La Torre Oscura (título original en inglés: The Dark Tower) es una película estadounidense de ciencia ficción fantástica de 2017 dirigida y coescrita por Nikolaj Arcel. La cinta está basada en la serie de novelas del mismo nombre escrita por Stephen King y es protagonizada por Idris Elba como Roland Deschain, un pistolero embarcado en una búsqueda para proteger la Torre Oscura —una estructura mítica que apoya todas las realidades— y Matthew McConaughey como su némesis, Walter Padick, el Hombre de Negro.
Destinada a lanzar una franquicia de cine y televisión, la primera entrega combina elementos de varias novelas de la serie de ocho volúmenes, y tiene lugar tanto en el Nueva York moderno como en Mid-World, el universo paralelo del viejo oeste de Roland. La película también sirve como secuela canónica de la serie de novelas que concluye con la revelación de que la búsqueda de Roland es un bucle temporal cíclico; la presencia del Cuerno de Eld, que Roland lleva consigo en la película, indica que este es el próximo ciclo.
The Dark Tower se estrenó en el Museo de Arte Moderno de la ciudad de Nueva York el 31 de julio de 2017, y fue lanzada en Estados Unidos el 4 de agosto de 2017 a través de Columbia Pictures. La cinta recaudó 113 millones de dólares en todo el mundo contra un presupuesto de 60 millones y recibió críticas generalmente negativas, con los críticos calificándola como «una decepción aburrida sin audiencia estable: incomprensible para los novatos, (y) salvajemente infiel y simplista para los fans de King», aunque las actuaciones de Elba, McConaughey y Taylor merecieron algunos elogios.

## Argumento
Jake Chambers (Tom Taylor), de once años, sufre de visiones acerca de un Hombre de Negro que busca destruir una Torre y traer la ruina al mundo, y un pistolero se le opone tras la muerte de su padre, después de perder la guerra. La madre de Jake, Laurie Chambers (Katheryn Winnick), su padrastro Lon (Nicholas Pauling) y los psiquiatras descartan las visiones como sueños resultantes del trauma por la muerte de su padre el año anterior.
En su casa de apartamentos en la ciudad de Nueva York, un grupo de trabajadores de un presunto centro psiquiátrico ofrecen rehabilitar a Jake. Reconociéndolos de sus visiones como monstruos que visten piel humana, logra escapar eludiéndoles de vista. Jake rastrea una casa abandonada (que en realidad, es una casa-demonio) de una de sus visiones, mientras Laurie lo llama preocupada pidiéndole volver, pero él contesta la llamaría luego. Dentro de la casa demonio, descubre un portal de alta tecnología, insertando la clave 19-19 (la contraseña vista en sus sueños) y viaja a un mundo posapocalíptico llamado Mundo Medio.
En Mundo Medio, Jake camina por un desierto y ve la luz de una fogata en las montañas, se encuentra con el último pistolero, Roland Deschain (Idris Elba), a quien había visto en sus visiones, y el cual es capaz de resistirse a las habilidades mágicas del Hombre de Negro. Roland persigue a Walter Padick, el Hombre de Negro (Matthew McConaughey), quien también había aparecido en sus sueños a través de un desierto, buscando matarlo en venganza por el asesinato de su padre, Steven Deschain (Dennis Haysbert) en una batalla anterior. 
Roland explica a Jake los eventos en el Mundo Medio, Walter ha estado secuestrando varios niños psíquicos de otros mundos, obligándolos a usar sus poderes mentales conectados a una máquina psíquica, para enviar un rayo de energía y destruir la Torre Oscura, una fabulosa estructura ubicada en el centro del universo, porque su destrucción permitiría a monstruos de la oscuridad exterior invadir y destruir la realidad, en el interior de los diferentes mundos, incluso en el mundo de Jake. 
En pleno bosque y durante la noche, sufren dos ataques mágicos: primero la oscuridad hace crear ilusiones para distraer a Jake, usando la forma de su padre, pero cuando Roland llega para rescatarlo de la trampa mental contra Jake y ha caído, utiliza la forma de Steven, pero Roland lo ahuyenta disparándolo y una criatura de la oscuridad, lo atrapa contra un árbol y apuñala a Roland en el pecho con una  de sus ramas, obligando a Jake a huir, pero en ese mismo instante, intenta recoger el arma de Roland caída en el suelo, pero la criatura mágica lo ve, y persigue a Jake, mientras Roland se libera del árbol, rescata a Jake y mata con su arma al monstruo.
Roland lleva a Jake a un pueblo llamado Manni en las montañas de Mundo Medio, en donde sus visiones podrán ser interpretadas mejor por una vidente, Arra Champignon (Claudia Kim). Enterándose de la huida de Jake y de su viaje a Mundo Medio, el mago Walter investiga más sobre lo sucedido y considera Jake tiene suficiente potencial psíquico para destruir la Torre por sí solo; viajando a la Tierra mediante un portal mágico, habla con Sayre (Jackie Earle Haley), quien le dice en una reunión en su centro de trabajo de actividades ilegales, como olfateador de poderes psíquicos, con ayuda de la sangre en una astilla de madera encontrada por Walter en la casa-demonio, cuando Jake mismo lo derrotó antes de entrar en esa realidad humana y descubre su toque (poder psíquico) es puro. 
Walter siempre consideraba a las casas-demonio como seres formidables, pero un psíquico muy poderoso como Jake puede dominarlos y podría entrar a otros mundos con el poder de su mente. Minutos después, Walter interroga a los supuestos psicólogos en busca de Jake, en una cita en un bar de la ciudad, para tener más información de la dirección del apartamento de Jake en la ciudad de Nueva York y luego los hace matarse entre sí. Laurie y Lon al llegar a su apartamento después de llenar sus formularios, para encontrar a Jake y llevarlo al hospital psiquiátrico, entonces se encuentran con Walter en la cocina, cocinando un pollo, algo extrañado por él en el Mundo Medio. 
Lon le pregunta a Walter quién es, pero con sus poderes mentales le dice recibir su llamado, no por teléfono, sino con su deseo de deshacerse de Jake con la esperanza de tener más amor de Laurie, y se burla de Lon al decirle que siempre será un reemplazo. Lon, enfurecido, le ordena largarse del apartamento, pero Laurie interviene y le dice reconocer quién ese ese hombre en la cocina, revelando es "el hombre de los dibujos de Jake", Walter al oír aquello mata a Lon, y después interroga a Laurie sobre sus visiones con sus poderes mágicos, mostrando los dibujos y descubriendo el potencial psíquico de Jake, ahora decide capturarlo para conectarlo a la máquina psíquica y la asesina quemándola totalmente. 
De vuelta a su base en Mundo Medio a través de un portal abierto, Walter es informado por sus sirvientes, Pimli (Fran Kranz) y Tirana (Abbey Lee), sobre el paradero de Jake, quien se encontró con Roland en las montañas y el bosque. En el pueblo de Manni, la vidente Arra reúne información mental del niño, revela a Roland la posibilidad de poder encontrar la base de operaciones de Walter en la ciudad de Nueva York y desde ese lugar, poder viajar a la base secreta y lejana, donde Walter trabaja con su máquina psíquica.
Los siervos de Walter, los Taheen, atacan el pueblo para tratar de capturar a Jake, pero Roland interviene y los mata, deshaciéndose de ellos. Roland y Jake regresan a la Tierra con un portal abierto. Walter, al enterarse de su llegada a la ciudad de Nueva York, ordena a Pimli informar las coordenadas de su ubicación en la ciudad con una máquina controlando los portales abiertos entre los mundos. Roland y Jake llegan a un hospital para poder curar sus heridas, robar analgésicos y vitaminas para Roland, herido por las batallas en el otro mundo. Cuando Jake regresa al apartamento para ver a su madre y advertir de los peligros, encuentra sus restos quemados y se desmorona. Roland revela que fue Walter con sus poderes mentales, promete vengarla y consuela a Jake enseñándole el credo del pistolero y los fundamentos de la lucha con pistolas.
Mientras Roland roba balas en una tienda de armas de Nueva York para poder rearmarse, Walter captura a Jake y lo lleva a su base en el otro mundo con el portal abierto. En su base secreta en algún lugar del Mundo Medio, lo ata a una máquina psíquica con la intención de manipular sus poderes mentales y tratar de destruir la Torre. Jake usa sus poderes psíquicos para avisar a Roland la ubicación de la base secreta y cómo entrar por el portal abierto de la casa-demonio entre los dos mundos, éste llega a Mundo Medio y se abre paso combatiendo a los secuaces de Walter.
Roland llega a la base secreta de Walter con el portal abierto de la casa-demonio, ahora controlada por la mente de Jake, Roland es fortalecido con los poderes mentales de Jake, se enfrenta a Walter pero en la batalla Roland queda gravemente herido, entonces Jake interviene y con sus poderes mentales le recuerda el credo del pistolero, Roland se recupera y recibe la ayuda de los poderes mentales de Jake, aumentados al estar conectado a la máquina psíquica de la base secreta, mata a Walter con un disparo de truco tras una breve pelea. 
Roland destruye la máquina psíquica y libera a Jake, matando a los secuaces de Walter junto con él, explotando su base secreta y salvando la Torre, a Jake y a los demás niños conectados a la máquina psíquica. Tras esto, Roland dice que debe regresar a su propio lugar donde vive con un portal abierto. Entonces ofrece a Jake un lugar a su lado, como su compañero para luchar contra los demonios que habitan el otro mundo y Jake fortalecido con sus poderes mentales acepta. Los dos parten entonces para vivir en el Mundo Medio.

## Personajes
- Idris Elba como Roland Deschain.

El último de los Pistoleros (Gunslingers). Sobre la elección de Elba, el director y coescritor Nikolaj Arcel declaró: «Para mí, sólo hizo "clic", es un hombre formidable». Agregó que había sido un admirador de Elba desde The Wire, y declaró: «Tuve que acudir a Idris y explicarle mi visión para todo el viaje con Roland y el ka-tet. Su personaje ¿Quién es él?, ¿Cuál es su misión?, ¿Cuál es su psicología? Intentamos averiguar si veíamos al mismo tipo, y teníamos absolutamente las mismas ideas y pensamientos, él tenía una visión única para quién sería Roland». Stephen King habló muy bien de Elba, diciendo: «Me encanta, creo que es un actor estupendo, uno de los mejores que trabajan en el negocio ahora». Sobre el personaje de Roland, King señaló: «Para mí, el personaje sigue un personaje de Sergio Leone, como el Hombre sin nombre», y añadió: «Puede ser blanco o negro, no hay diferencia para mí, creo que abre todo tipo de posibilidades emocionantes para el guion».
- Matthew McConaughey como Walter Padick, el Hombre de Negro.

Un implacable engañador eterno y hechicero que busca alcanzar la torre y gobernar sobre sus reinos aparentemente infinitos. Sobre la elección de McConaughey, Arcel declaró: «Matthew es un actor increíble que puede hacer cualquier cosa, así es como me siento acerca de [Walter]. Él podría hacer cualquier cosa». Acerca del personaje de Padick, Arcel añadió: «Es este hechicero intemporal, y siendo un fan de Stephen King, he leído y experimentado a Walter en distintas encarnaciones», refiriéndose a The Stand y The Eyes of the Dragon. "Él tiene una manera muy interesante de ver el mundo, lo ve con una especie de deleite, aunque esté obviamente en el lado equivocado del espectro de la luz y la oscuridad", remarcó. King mencionó que nunca ha tenido una imagen clara de la cara del personaje, y explicó: «Nunca pensé en él, pero [en la película] se convierte en un personaje que no es sólo un espejismo que Roland que está persiguiendo, como están las cosas, él está ahí».
- Tom Taylor como Jake Chambers.

Un chico al que Roland debe llamar para completar su viaje, y una figura parecida a un hijo a Deschain. Taylor ganó el papel después de una búsqueda internacional del equipo de casting.
- Claudia Kim como Arra Champignon.
- Fran Kranz como Pimli.[15]
- Abbey Lee como Tirana.
- Jackie Earle Haley como Sayre.[16]
- Katheryn Winnick como Laurie Chambers.[17]
- Dennis Haysbert como Steven Deschain, el padre de Roland.
- Michael Barbieri como Timmy.
- Nicholas Pauling como Lon, el padrastro de Jake.
- José Zúñiga como el Dr. Hotchkiss.
- Alex McGregor como Susan Delgado.
- Nicholas Hamilton como Lucas Hanson.
- De-Wet Nagel como Técnico taheen.[18]

## Rodaje
La Torre Oscura comenzó a rodarse en Sudáfrica en abril de 2016, y también se rodaron escenas en Nueva York. En octubre de 2016, la película fue sometida a un examen de audiencias con resultados negativos, ya que muchos espectadores la calificaron de confusa y desordenada. En respuesta, Sony y MRC gastaron $6 millones de dólares en rodar nuevas escenas para rellenar la historia de fondo del personaje de Idris Elba.

## Lanzamiento
En un momento dado, la película estuvo programada para ser lanzada el 17 de febrero de 2017. En noviembre de 2016, el estreno se retrasó al 28 de julio de 2017 después de que el estudio hubiera trasladado Jumanji: Welcome to the Jungle a esa fecha. A finales de marzo de 2017, la película fue desplazada de nuevo al 4 de agosto de 2017, cambiando fechas con la película de Sony Pictures Animation Emoji: la película.

### Promoción
Una escena inacabada del primer tráiler se filtró en línea el 10 de octubre de 2016, pero fue tomado más adelante casi por todas partes del Internet. El 3 de mayo de 2017, el tráiler completo fue puesto en libertad.
Un spot de televisión de un minuto titulado Connected KINGdom ofreció referencias de otras historias de Stephen King a través del escenario inter-dimensional de la ubicación de The Dark Tower. Las referencias incluyeron The Shining (1980), Christine (1983), Cujo (1983), Misery (1990), The Shawshank Redemption (1994), Carrie, e It.

## Futuro

### Serie de televisión
Para septiembre de 2016, una serie de televisión estaba programada para ser lanzada en 2018, con Glen Mazzara como showrunner. Elba y Taylor estaban dispuestos a repetir sus roles como Roland y Jake, respectivamente. La serie se ha confirmado para llenar la historia de fondo de la película, basándose en La Torre Oscura IV: mago y cristal, La Torre Oscura: El viento por la cerradura y elementos de La Torre Oscura I: el pistolero, con un nuevo actor interpretando al joven Roland, y Haysbert volviendo como Steven Deschain. Mazzara dijo que la serie explorará «cómo Walter se convirtió en el Hombre de Negro, y cómo su rivalidad le cuesta a Roland todo y a todos los que amó», aunque la participación de McConaughey no es definitoria.

### Secuela
En una entrevista con Collider, King expresó su esperanza de que habría una secuela cinematográfica, además de la serie de televisión, sugiriendo que debería ser R-rated, teniendo a Roland ataviado con un sombrero e incluyendo las "lobstrosities" de La Torre Oscura II: la llegada de los tres. En una entrevista con Coming Soon, Arcel confirmó que La llegada de los tres formaría la base de la secuela, y que Eddie y Susannah aparecerían junto a Elba, McConaughey, Taylor y Haley retomando sus papeles como Roland, Walter, Jake y Sayre, respectivamente.